# Плач по незнайомцям
Плач по незнайомцям (англ. Cry for the Strangers) — американський телевізійний трилер 1982 року. Екранізація однойменного роману Джона Саула.

## Сюжет
Психіатр Бред Рассел і його дружина Елейн переїжджають з Сієтла в провінційне містечко. Під час прогулянки Бред розмовляє з батьком одного зі своїх колишніх пацієнтів. Батько радісно заявляє, що з його сином на подив все нормально. Незабаром Рассели дізнаються, що в цьому тихому і миролюбної містечку не все так спокійно. Нещодавно безслідно зник один з місцевих моряків. Поступово з'ясовується все більше подробиць про містечко, що зберігає дуже похмурі таємниці. Незабаром відбувається ще кілька смертей.

## У ролях
- Патрік Даффі — доктор Бред Рассел
- Сінді Пікетт — Елейн Рассел
- Лоуренс Прессман — Глен Палмер
- Брайан Кіт — шеф Вілен
- Клер Маліс — Ребекка Палмер
- Робін Ігніко — Міссі Палмер
- Шон Карсон — Роббі Палмер
- Джефф Корі — Райлі
- Тейлор Лочер — Коннор
- Парлі Баер — Док Фелпс
- Аніта Данглер — Міріам Шеллінг
- Мартін Коув — Джефф
- Дж.В. Бредлі — Мерл
- Джозеф Джеймс — молодий Вілен
- Джеррі-Мак Джонстон — Макс Хортон